# Afrogecko porphyreus
Afrogecko porphyreus là một loài thằn lằn trong họ Gekkonidae. Loài này được Daudin mô tả khoa học đầu tiên năm 1802.

## Hình ảnh

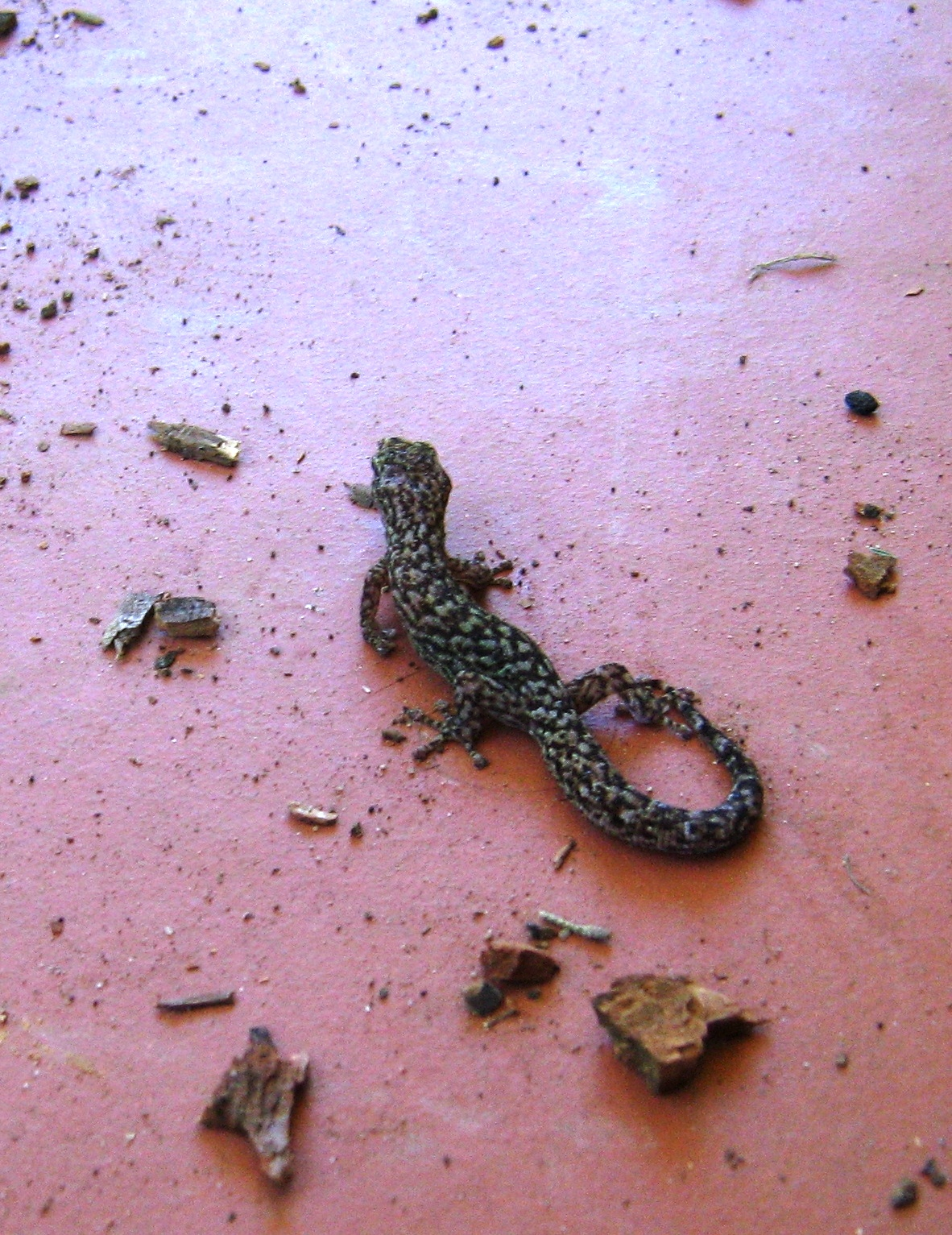
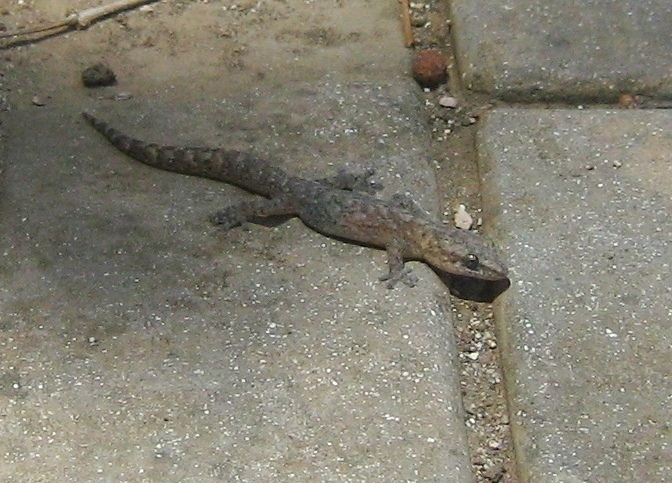